# Centro de Investigación y Docencia Económicas
El Centro de Investigación y Docencia Económicas, A.C. (CIDE) es un instituto de investigación público mexicano que forma parte del sistema de Centros Públicos de Investigación del Consejo Nacional de Ciencia y Tecnología. Está enfocado en las ciencias sociales. Fue fundado en 1974 y su sede principal se encuentra en Ciudad de México. Su oferta académica incluye clases a nivel licenciatura y posgrado. 
El CIDE es una institución reconocida nacional e internacionalmente por su alto rigor académico, y por la elevada calidad de su investigación. El proceso de admisión es sumamente riguroso y competitivo, ya que su tasa de admisión está entre las más bajas del mundo. En posgrado oscila entre el 6 y el 12%.El CIDE junto al Colegio de México se disputan el ser una de las mejores universidades de México para estudiar la licenciatura en Derecho, Economía y Relaciones Internacionales.

## Historia

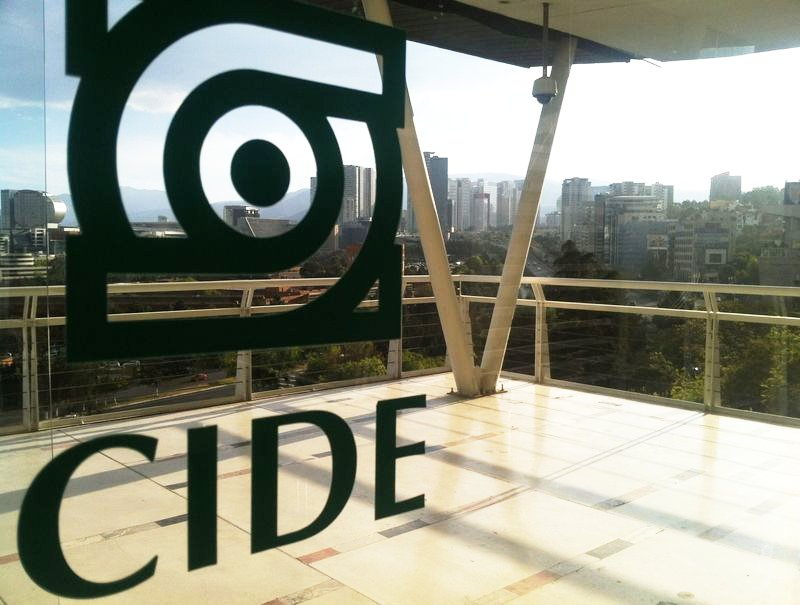
Edificio Santa Fe del CIDE en Santa Fe, Ciudad de México.

En 1973 la Mtra.Trinidad Martínez Tarragó, hasta ese entonces subdirectora de la Escuela de Economía de la Universidad Anáhuac, consciente de la carencia de programas de posgrado que pudieran captar a los mejores egresados de licenciatura, presentó un proyecto al entonces Secretario del Patrimonio Nacional de México, Horacio Flores de la Peña, en el que detallaba la creación de una institución enfocada en ofrecer estudios de posgrado en Economía y áreas afines. Esta institución, según las palabras de la Dra. Trinidad, sería un centro de excelencia donde se fundirían la investigación y la docencia a diferencia de otras instituciones donde erróneamente estas se separan. Los alumnos serían seleccionados con un riguroso examen de selección y todos recibirían becas que les permitieran cubrir sus gastos durante el periodo de duración del posgrado.
Flores de la Peña circuló el documento entre el gabinete del presidente Luis Echeverría Álvarez, y fue el mismo quien se comunicó con Martínez Tarragó, para informarle que el proyecto había gustado entre el gabinete y que debía ponerse en contacto con el entonces director general del Fondo de Cultura Económica, Francisco Javier Alejo, quien sería el encargado de presentar el proyecto al presidente. Francisco Javier Alejo estaba interesado en el proyecto pues coincidía con lo que él había pensado durante su estancia en la Universidad de Oxford. En la reunión que sostuvieron decidieron bautizar a la institución como Centro de Investigación y Docencia Económicas.
A principios de 1973 se dio inicio al proyecto. El 25 de noviembre de 1974, se funda el CIDE al constituirse como asociación civil. En ese mismo año se iniciaron las actividades escolares en la institución, con la primera generación del programa de Maestría en Economía. En 1975 el CIDE adquiere las instalaciones de lo que fuera el antiguo Mexico City College en el kilómetro 16 de la carretera México-Toluca y, al año siguiente, el Centro se establece en esta locación, donde se ubica actualmente. En ese mismo año se ofreció por primera vez el programa de Maestría en Administración y Políticas Públicas.

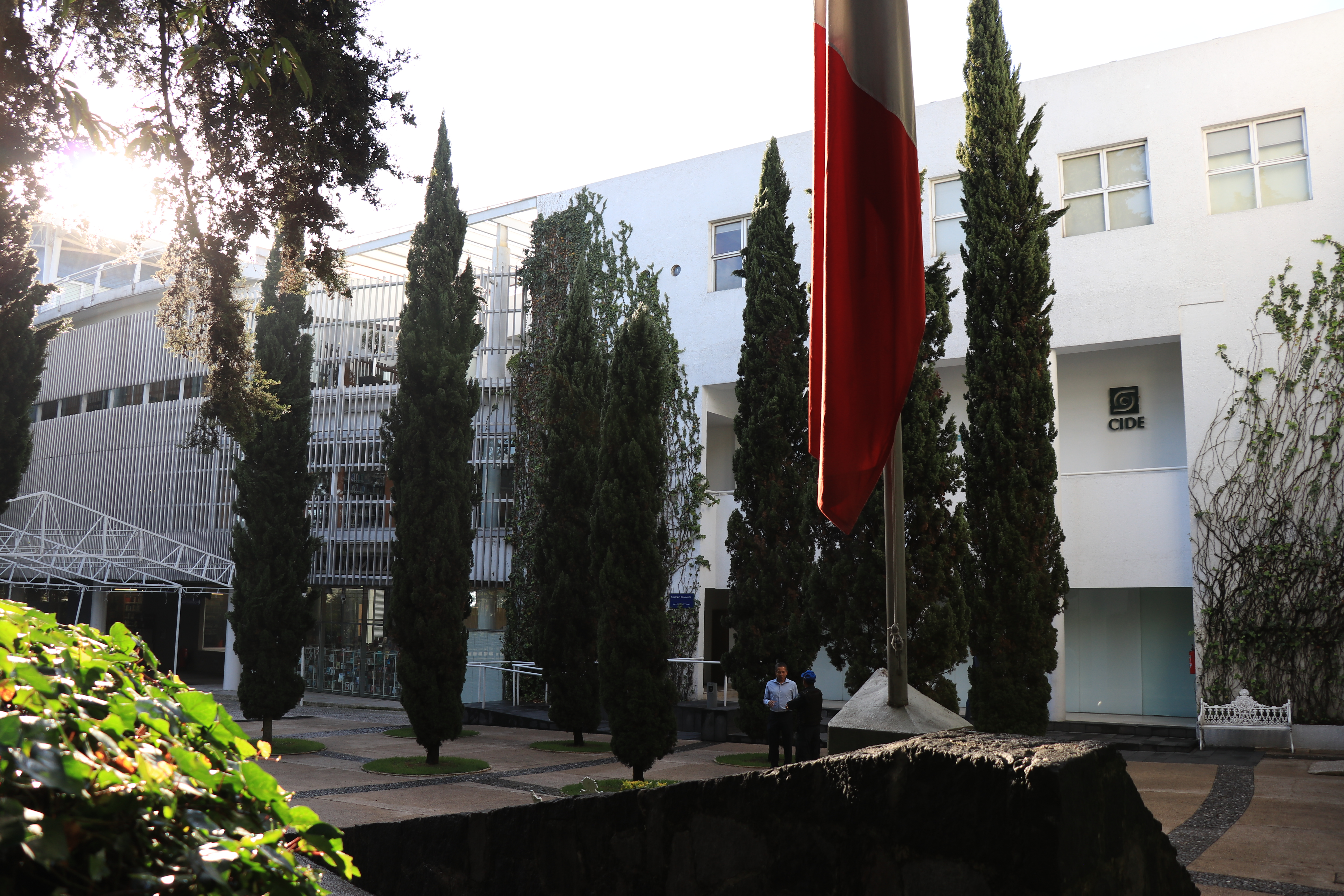
Asta bandera en las instalaciones del CIDE.

En sus inicios, el CIDE contaba con dos institutos y cinco departamentos: El Instituto de Estudios de Norteamérica, dirigido por Luis Maira; el Instituto de Estudios Económicos de América Latina, dirigido por Samuel Lichtensztejn; el departamento de Economía Mexicana, encabezado por Jaime Ros Bosch; el departamento de Administración Pública, encabezado por Jorge Barenstein, el departamento de Estudios Políticos; el departamento de Estudios Internacionales, dirigido por Isaac Minian; y el departamento de Matemáticas Aplicadas a las Ciencias Sociales, a cargo de Pedro Uribe Castañeda. Con la llegada de Olga Pellicer se creó un área de Política Internacional.
En 1993, el entonces director general del CIDE, Carlos Bazdresch Parada puso en marcha las licenciaturas en Economía y en Ciencia Política/Relaciones Internacionales. Con esto se da un giro en la misión original de la institución, la cual fue diseñada originalmente para ofrecer estudios de posgrado.
En el año 2000 se creó la división de Historia de la cual Jean Meyer Barth es fundador y miembro en la actualidad. En ese mismo año también se creó la división de Estudios Jurídicos, la cual ofrecería un año más tarde la licenciatura en Derecho. En septiembre de 2011, el CIDE inaugura su sede Región Centro en el estado de Aguascalientes.

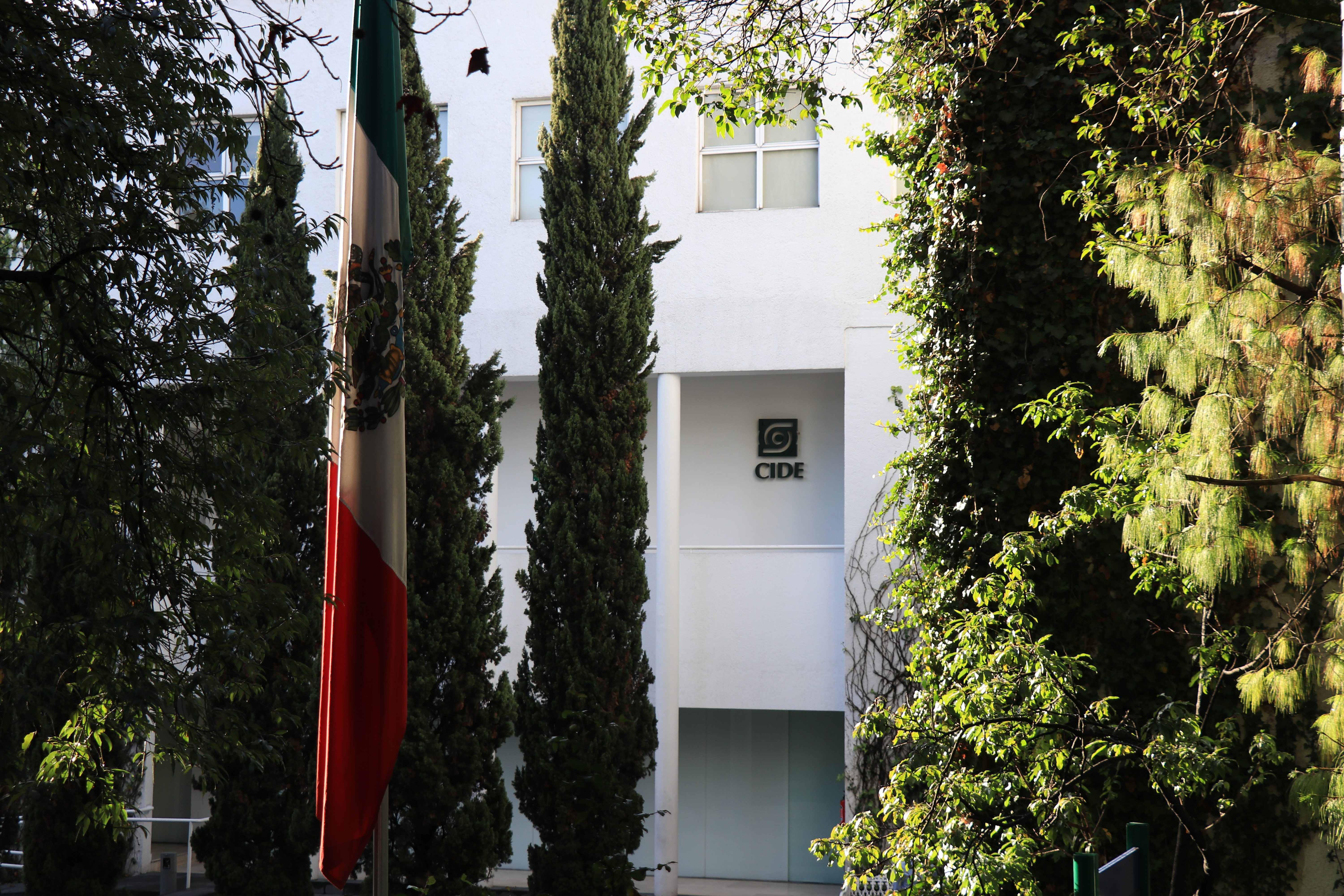
Fachada de las instalaciones del CIDE.

Es considerada como una de las mejores instituciones para estudiar Economía, Derecho, Ciencia Política, Relaciones Internacionales y Políticas públicas. 

## Lista de presidentes (1973-1989) y directores generales
Al constituirse el CIDE, se acordó la formación de una Junta de Gobierno, presidida por Francisco Javier Alejo; una Dirección de Docencia, al mando de Trinidad Martínez Tarragó; y otra de Investigación dirigida por Fernando Rosenzweig. Este último dejó el cargo en 1975 para incorporarse a la campaña presidencial de José López Portillo y su salida coincidió con la llegada de Horacio Flores de la Peña a la presidencia del CIDE, quien propuso que Martínez Tarragó ocupara la Dirección de Estudios —que abarcaba ambas áreas— y, de 1976 a 1982, ocupa la Dirección General.
| Director                      | Periodo    |
| ----------------------------- | ---------- |
| Francisco Javier Alejo        | 1973-1975  |
| Horacio Flores de la Peña     | 1975-1977  |
| Antonio Sacristán Colás       | 1977-1982  |
| Ricardo Carrillo Arronte      | 1982-1989  |
| Carlos Bazdresch Parada       | 1989-1994  |
| Carlos Elizondo Mayer-Serra   | 1995-2004  |
| Enrique Cabrero Mendoza       | 2004-2012  |
| Sergio López Ayllón           | 2013-2021  |
| José Antonio Romero Tellaeche | Desde 2021 |

## Divisiones
Desde el punto de vista académico el CIDE está constituido por seis divisiones:
- Administración Pública
- Economía
- Estudios Internacionales
- Estudios Jurídicos
- Estudios Políticos
- Historia

## Programas

### Académicos
- Doctorado en Políticas Públicas
- Doctorado en Ciencia Política
- Doctorado en Historia Aplicada
- Maestría en Administración y Políticas Públicas
- Maestría en Ciencia Política
- Maestría en Economía
- Maestría en Gerencia Pública
- Maestría en Historia Internacional
- Maestría en Periodismo sobre Políticas Públicas
- Maestría en Economía Ambiental (Región Centro)
- Maestría en Métodos para el Análisis de Políticas Públicas (Región Centro)
- Licenciatura en Ciencia Política y Relaciones Internacionales
- Licenciatura en Derecho
- Licenciatura en Economía
- Licenciatura en Políticas Públicas (Región Centro)

### Externos

#### Centro para el Aprendizaje en Evaluación y Resultados para América Latina y el Caribe (CLEAR LAC)
El Centro para el Aprendizaje en Evaluación y Resultados de América Latina y el Caribe (CLEAR LAC), creado en 2012, es un centro regional hospedado en el CIDE cuyo objetivo es el de promover la mejora de políticas públicas mediante la difusión de conocimiento, la investigación aplicada y programas de formación en monitoreo y evaluación. CLEAR LAC forma parte de la Iniciativa CLEAR, una red global de seis centros regionales en Asia, América y África.

#### Programa en Monitoreo y Evaluación Rural (PRiME)
El Programa en Monitoreo y Evaluación (M&E) Rural (PRiME), administrado por el CLEAR LAC,  es un proyecto desarrollado en colaboración entre el Fondo Internacional de Desarrollo Agrícola (FIDA) y la Iniciativa CLEAR en 2017. PRiME es el primer programa de capacitación para M&E enfocado al sector rural, y tiene por objetivo profesionalizar los estándares de M&E en el sector, así como crear una red de profesionales capacitados en M&E para los países con los que trabaja el FIDA. Cuenta con dos cursos: Fundamentos en M&E y Evaluación de Impacto.

#### Laboratorio Nacional de Políticas Públicas (LNPP)
El Laboratorio Nacional de Políticas Públicas (LNPP) es un laboratorio de innovación creado en el año 2014 que está especializado en el desarrollo de investigación aplicada para la resolución de problemas públicos. Tiene su sede en las instalaciones en el CIDE en la Ciudad de México y forma parte del Programa de Laboratorios Nacionales del Conacyt. 
Los proyectos que desarrolla utilizan metodologías como  la inteligencia colectiva, las ciencias del comportamiento, la experimentación, la ciencia de datos y el desarrollo de modelos de simulación. El laboratorio contribuye a la formación de recursos a través de la impartición de cursos y programas de capacitación para la toma de decisiones en política pública basadas en evidencia.

### Interdisciplinarios

#### Programa Interdisciplinario sobre Políticas y Prácticas Educativas (PIPE)
El Programa Interdisciplinario sobre Políticas y Prácticas Educativas (PIPE) es una unidad especializada interdisciplinaria en investigación educativa del Centro de Investigación y Docencia Económicas (CIDE). Fue fundada en 2014 con el objetivo de producir investigación académica original y rigurosa sobre temas educativos. Blanca Heredia es la directora general del PIPE y lidera un  equipo de diferentes disciplinas; lo que permite analizar los problemas educativos desde distintas perspectivas y proponer soluciones integrales. Sus labores se dividen en tres grandes áreas: investigación, docencia e incidencia en políticas públicas. 
Algunas de las contribuciones en política educativa son: la simplificación de los requisitos para el acceso a la escuela , el reconocimiento de estudios previos en países extranjeros para los migrantes de retorno, la implementación del programa Talentum-Media Superior y Universidad. Además, destaca su contribución a la sistematización de las opiniones vertidas en la Consulta Nacional sobre el Nuevo Modelo Educativo propuesto para la SEP en 2016.

## Revistas editadas
El CIDE publica las siguientes revistas académicas:
- Latin American Economic Review (revista de Economía): Reemplaza a Economía Mexicana Nueva Época a partir de 2014.[40]
- Gestión y Política Pública (revista de Administración Pública).
- Política y Gobierno (revista de Ciencia Política).
- Istor (revista de Historia Internacional).

## Académicos destacados

### División de Administración Pública
- David Arellano Gault. Doctor en Administración Pública por la Universidad de Coloradoen Denver, es investigador nivel III del SNI.
- Enrique Cabrero Mendoza. Doctor en Ciencias de Gestión por la Escuela de Altos Estudios en Administración de Francia. Director general del CIDE (2004-2012) y director general del Conacyt (2013-2018), es investigador nivel III del SNI.
- Mauricio Merino. Doctor en Ciencia Política por la Universidad Complutense de Madrid. Analista político y Consejero Electoral del Instituto Federal Electoral (1996-2003)[41]
- Gabriela Pérez Yarahuán, directora regional de CLEAR LAC.
- José Roldán-Xopa. Doctor en derecho por la Universidad Nacional Autónoma de México, es investigador nivel II del SNI.

### División de Economía
- Eva O. Arceo. Doctora en Economía por la Universidad de California en Berkeley.
- Gustavo del Ángel Mobarak. Doctor en Historia por la Universidad de Stanford, es investigador nivel II del SNI.
- John Scott Andretta. Posgrado en Economía por la Universidad de Oxford. Desde 2010, es Consejero Académico del Consejo Nacional de Evaluación de la Política de Desarrollo Social (Coneval)

### División de Estudios Políticos
- José Antonio Aguilar Rivera. Doctor en Ciencias Políticas por la Universidad de Chicago.[42] Profesor investigador titular.
- Joy Langston Hawkes. Bachelor of Arts en Ciencias Políticas por Universidad de Chicago, maestra y doctora en Political Science por Duke University, es investigadora nivel III del SNI.
- Francisco Javier Aparicio Castillo. Licenciado en Economía por la Universidad de las Américas Puebla, doctor en Economía por George Mason University. Actualmente, es director de la División de Estudios Políticos e investigador nivel I del SNI.
- Ignacio Marván Laborde. Licenciado en Economía por la Universidad Nacional Autónoma de México. Profesor investigador titular.[43]
- Gilles Serra Baños. Doctor en Economía Política y Gobierno por Harvard University.
- José Antonio Crespo Mendoza. Licenciado en Relaciones Internacionales por El Colegio de México y Maestro en Sociología Política[44] Profesor investigador afiliado.
- Ulises Beltrán Ugarte. Director general de la Encuestadora Beltrán, Juárez y Asociados, exasesor técnico de los presidentes Carlos Salinas y Ernesto Zedillo. Doctor en Historia Económica por University of Chicago.

### División de Estudios Jurídicos
- Sergio López Ayllón. Director general del CIDE. Doctor en Derecho por la UNAM. Investigador nivel III del SNI, miembro de la Academia Mexicana de Ciencias, del Research Commitee on the Sociology of Law, de la International Academy of Comparative Law, etc. Ha participado en la creación de diversas reformas constitucionales y leyes secundarias. En diciembre de 2013, el presidente de la República Enrique Peña Nieto, lo designó como el encargado de realizar los foros de consulta en materia de justicia para mejorar el Estado de Derecho. Litigante ante la Suprema Corte de Justicia de la Nación (SCJN).
- María Solange Maqueo Ramírez. Directora de la División de Estudios Jurídicos. Doctorado en el programa “Estado de Derecho y Políticas Públicas” por la Universidad de Salamanca. Investigadora nivel I del SNI. Presidenta del Consejo Consultivo del Instituto Nacional de Transparencia, Acceso a la Información y Protección de Datos Personales (INAI).
- José Antonio Caballero Juárez. Maestro en Derecho por Stanford University, Doctor en Derecho por la Universidad de Navarra. Investigador nivel II del SNI. Colaborador de la Clínica de Interés Público del CIDE. Litigante ante la Suprema Corte de Justicia de la Nación.
- Ana Laura Magaloni. Licenciada en derecho por el Instituto Tecnológico Autónomo de México (ITAM) y Doctora en derecho por la Universidad Autónoma de Madrid. Fue Directora de la División de Estudios Jurídicos CIDE y pertenece al Sistema Nacional de Investigadores. Profesora asociada.[45]

### División de Historia
- Jean Meyer Barth. Es doctor en historia por la Universidad de París-Nanterre. Fundador y director de la División de Historia del CIDE (2000-2002) y de Istor. Revista de historia internacional (2000-2013). Es profesor emérito del CIDE e investigador emérito del SNI. En 2011 recibió el Premio Nacional de Ciencias y Artes y en 2012 el doctorado honoris causa por la Universidad de Chicago. En el CIDE ha impartido cursos de Historia de Rusia, Historia de Europa, Historia global e Historia universal.
- Clara García Ayluardo. Es doctora en historia por la Universidad de Cambridge. Directora de la División de Historia (2004-2009) y profesora-investigadora desde el año 2000. Es coordinadora del Doctorado en Historia Aplicada. Ha sido profesora visitante en las universidades de Princeton, Illinois (Champaign-Urbana) e Internacional de Andalucía. En el CIDE imparte cursos de Historia universal, Historia de México e Historia social.
- Catherine Andrews. Es doctora en historia de México por la Universidad de St. Andrews, Escocia. Profesora-investigadora titular, Directora de la División de Historia (2017-2020) y Secretaria Académica del CIDE desde agosto de 2020 hasta su destitución en noviembre de 2021. En el CIDE enseña Historia del feminismo, Historia política, Historia de México e Historia universal.

## Egresados destacados

### Pregrado
Licenciatura en Economía
- Gerardo Zúñiga Villaseñor. Senior Advisor del Director Ejecutivo del Fondo Monetario Internacional (FMI).
- Juan Pablo de Botton Falcón. Subsecretario de Egresos de la Secretaría de Hacienda y Crédito Público (SHCP).
- Francisco Guzmán Ortiz. Jefe de la Oficina de la Presidencia de la República durante la presidencia de Enrique Peña Nieto.
- Ricardo Fuentes-Nieva. Director Ejecutivo de Oxfam México.
- Paulina Moreno García, política mexicana. Secretaria de Finanzas del Estado de México (2023-act.).
- Óscar Santiago Sánchez. Director general de Planeación Institucional del Tribunal Electoral del Poder Judicial de la Federación (TEPJF).

Licenciatura en Ciencias Políticas y Relaciones Internacionales
- Andrés Lajous Loeza. Titular de la Secretaría de Movilidad de la Ciudad de México desde diciembre de 2018.
- José Antonio Peña Merino. Titular de la Agencia Digital de Innovación Pública del Gobierno de la Ciudad de México.
- Sandra Ley Gutiérrez. Profesora asociada del CIDE y Coordinadora del Programa para el Estudio de la Violencia (PEV-CIDE)
- Ana Francisca Vega. Periodista y conductora mexicana.
- Janet de Luna Jiménez. Directora general de Finanzas del Tribunal Electoral del Poder Judicial de la Federación (TEPJF).
- Mario Riestra Piña, político mexicano.

### Posgrado
Maestría en Economía
- Lucero Cahuana Hurtado, docente, investigadora y especialista en economía de la salud peruana.
- Pablo Guerron-Quintana, docente mexicano. Senior economist de la Reserva Federal de Filadelfia.
- José Manuel Haro Zepeda, funcionario público mexicano. Titular de la Autoridad Investigadora de la Comisión Federal de Competencia Económica (COFECE).
- Juan Pablo Letelier Morel, político chileno-estadounidense. Diputado (1990-2006) y senador de la República de Chile (2006-2022).
- Rodrigo Malmierca Díaz, político y diplomático cubano. Ministerio del Comercio Exterior y la Inversión Extranjera de Cuba (2009-2023).
- Raúl José Mejía González, político mexicano. Presidente municipal de Tepic (1993-1996), diputado local de Nayarit (1999-2002), diputado federal (2003-2006) y senador (2006-2012).
- Fernando Antonio Noriega Ureña, docente e investigador boliviano-mexicano.
- Raúl Antonio Pérez-Reyes Espejo, político peruano. Ministro de Producción (2018-2019; 2023-2023) y Ministro de Transportes y Comunicaciones del Perú (2023-act.).
- Macario Schettino Yáñez, periodista, académico y analista político mexicano.
- Héctor Vicente Tajam Cabrera, docente y político uruguayo. Miembro de la Cámara de Representantes de Uruguay (2005-2010).

Maestría en Administración y Políticas Públicas
- David Arellano Gault, docente e investigador mexicano.
- Enrique Cabrero Mendoza, investigador, escritor y funcionario mexicano.  Director del Consejo Nacional de Ciencia y Tecnología (2013-2018).
- Alejandra Palacios Prieto, funcionaria pública mexicana. Presidenta de la Comisión Federal de Competencia Económica (2013-2021).
- Reyes Rodríguez Mondragón, abogado, jurista y funcionario público mexicana. Magistrado del Tribunal Electoral del Poder Judicial de la Federación (2016-act.).
- Marcelo Gastón Schilling Rodríguez, político y diplomático chileno. Diputado de la República de Chile (2008-2022) y embajador chileno en Francia (2000-2004).